# Teninsoun Sissoko
Pour les articles homonymes, voir Sissoko.
Teninsoun Sissoko, née le 2 septembre 1992 à Saint-Denis en Île-de-France, est une footballeuse franco-malienne. Elle évolue actuellement au poste de défenseure centrale au Paris FC.

## Biographie
Teninsoun Sissoko grandit à Aubervilliers, dans le quartier de la Maladrerie. Elle commence à jouer au football dès son plus jeune âge, mais ne rejoint son premier club, le FCM Aubervilliers, qu'à douze ans. Elle joue ensuite un an au PSG, puis se retrouve sans club, avant de partir en sport-études au Mans à quatorze ans. Elle joue alors au Mans FC pendant cinq ans, jusqu'à son baccalauréat. Elle y vit la promotion en D1, puis la relégation, mais également une finale de coupe de France en 2009. À 18 ans seulement, elle est nommée capitaine de l'équipe.
En 2012, Teninsoun Sissoko signe à l'AS Saint-Étienne, où elle joue cinq ans tout en continuant ses études. Elle y signe son premier contrat professionnel, et connaît deux sélections en équipe de France B lors de son passage chez les Vertes. En 2017, alors que le club stéphanois est relégué en D2, elle rejoint le FC Fleury 91,,.
En 2021, elle décide de quitter le championnat de France. Après des contacts dans plusieurs clubs étrangers, notamment le Milan AC, elle signe finalement au Turbine Potsdam en Bundesliga, avec qui elle atteint la finale de la coupe d'Allemagne en 2022.
Alors que le Turbine est relégué, Teninsoun Sissoko, qui était capitaine du club allemand, revient en France et découvre la Ligue des champions avec le Paris FC. En qualifications face à Arsenal, elle commet une erreur amenant un but d'Alessia Russo, mais le PFC crée finalement l'exploit en éliminant les Gunners aux tirs au but (3-3, 4-2).

## Palmarès
Paris FC
- Coupe de France (1) :
  - Vainqueur en 2025.